# Grabagan (Tulangan)
Grabagan is een bestuurslaag in het regentschap Sidoarjo van de provincie Oost-Java, Indonesië. Grabagan telt 9049 inwoners (volkstelling 2010).